# Peter Becher (Journalist)
Peter Becher (* um 1940; † 6. Januar 2007) war ein deutscher Rundfunkjournalist und Kirchenexperte.

## Leben
Peter Becher berichtete als Rundfunkjournalist insbesondere über kirchliche Themen, zumeist von Hannover aus, vornehmlich beim Hörfunk des Norddeutschen Rundfunks. Daneben wirkte Becher mehrere Jahre für den Lutherischen Weltbund (LWB).
Ab 1974 arbeitete Becher in Addis Abeba beim lutherischen Rundfunksender Stimme des Evangeliums. Von der Hauptstadt Äthiopiens aus berichtete er beispielsweise auch in der Wochenzeitung Die Zeit über den bevorstehenden Sturz Kaiser Haile Selassies.
Im Auftrag des Lutherischen Weltbunds leitete er von Wien aus von 1992 bis 1994 den Informationsdienst für lutherische Minderheitskirchen in Europa.

## Schriften (Auswahl)
- Peter Becher, Rolf Koppe: Fünf Kirchen unter einem Dach. Evangelische Heimatkunde. Herausgegeben im Auftrag des Rates der Konföderation evangelischer Kirchen in Niedersachsen. Lutherhaus Verlag, Hannover 1981, ISBN 3-87502-061-8.
- Peter Becher, Hans Egbert Lange: Konfirmation heute. Ein Gespräch. Was ist Diakonie? Ein Dialog zu Aufgaben und Selbstverständnis evangelischer Sozialarbeit. In: Lothar Zachmann (Hrsg.): Zeitworte. Evangelische Ansprachen. Ausgabe 8 (Kompaktkassette). Lutherhaus-Verlag, [Hannover] [1986?].